# Margaritifera hembeli
Margaritifera hembeli é uma espécie de bivalve da família Margaritiferidae.
É endémica dos Estados Unidos da América.